# Fatica
La fatica o affaticamento è una sensazione soggettiva di stanchezza a insorgenza graduale, distinta quindi dall'astenia; a differenza di quest'ultima, inoltre, la fatica può essere alleviata da un periodo variabile di riposo. L'affaticamento può avere cause fisiche o mentali: la fatica fisica è la temporanea inabilità di un muscolo a mantenere un'adeguata efficienza funzionale ed è proporzionale all'intensità dell'esercizio. La fatica mentale, invece, è un transitorio declino delle funzioni cognitive in conseguenza di periodi prolungati di intensa attività mentale. Può manifestarsi con sonnolenza, letargia o facilità alla distrazione. Dal punto di vista medico la fatica o affaticamento è un sintomo (quindi soggettivo, a differenza di un segno clinico obiettivo e osservabile dall'esterno) non specifico, con diverse cause possibili.

## Classificazione

### Fatica fisica
La fatica fisica o muscolare è la temporanea inabilità dei muscoli a funzionare in modo ottimale. L'insorgenza della fatica durante l'esercizio è graduale e dipende da vari fattori, come il grado di allenamento individuale, lo stato di salute generale e l'eventuale mancanza di sonno. Può essere alleviata dal riposo. La fatica fisica può essere provocata da una carenza di fonti di energia nei muscoli per ridotta efficienza della giunzione neuromuscolare o dell'impulso che parte dal sistema nervoso centrale.
Fra gli eventi scatenanti nella genesi della fatica ha probabilmente un ruolo chiave l'aumento della concentrazione di serotonina nel sistema nervoso centrale. Durante l'attività motoria il rilascio di serotonina nelle sinapsi tra motoneuroni determina infine il potenziale d'azione che porta alla contrazione muscolare.
Durante un'attività motoria particolarmente intensa e prolungata le elevate concentrazioni di serotonina rilasciate nello spazio sinaptico possono portare a una dispersione di quest'ultima e al suo legame a recettori extrasinaptici localizzati nel segmento iniziale degli assoni dei motoneuroni, risultando in un'inibizione della contrazione muscolare. Esistono test per la valutazione della forza muscolare che possono essere usati per diagnosticare la presenza di una malattia neuromuscolare, ma non possono determinarne la causa. Altre indagini, come l'elettromiografia, possono fornire ulteriori informazioni. Il sistema muscolo-scheletrico si è evoluto parallelamente alle corrispondenti strutture del sistema nervoso centrale in modo da adattarsi alle condizioni ambientali mediante la propriocezione.
Le persone affette da sclerosi multipla provano una sensazione di estrema debolezza o stanchezza che può insorgere in qualsiasi momento della giornata, di durata variabile e non sempre uguale a sé stessa nel singolo paziente; tale sensazione è spesso definita "fatica neurologica".

### Fatica mentale
La fatica mentale è la temporanea incapacità di mantenere una funzione cognitiva ottimale. L'insorgenza è graduale e dipende dalle caratteristiche cognitive individuali, nonché da altri fattori come lo stato di salute generale e l'eventuale deprivazione del sonno. La fatica mentale può influire negativamente anche sulla performance fisica. Può manifestarsi con sonnolenza (fino alla letargia) o con perdita della concentrazione mentale. La riduzione dell'attenzione si manifesta quando la capacità di autocontrollo è ridotta. Questo stato può essere descritto anche come una diminuzione del livello di coscienza. Esso è in ogni caso pericoloso in situazioni che richiedono costante concentrazione, come l'uso di macchinari o la guida di veicoli, potendo portare anche a brevi addormentamenti noti come "microsonni".

## Fatica e sonnolenza
La fatica è generalmente considerata una condizione di durata più lunga rispetto alla sonnolenza. Anche la sonnolenza può essere un sintomo di malattia, ma più spesso dipende da carenza di sonno o di stimoli. Al contrario, la fatica cronica nella maggior parte dei casi rappresenta un problema clinico. Può manifestarsi come stanchezza fisica o mentale che porta all'incapacità di eseguire semplici azioni quotidiane.